# Ouro Preto (Belo Horizonte)
Ouro Preto é um bairro da região da Pampulha em Belo Horizonte.

## História
O bairro de classe média alta surgiu a partir do loteamento da Fazenda dos Menezes, que existiu até a década de 60 e compreendia também a extensão do bairro Castelo. O crescimento veio com a construção da Avenida Presidente Carlos Luz, que tinha por finalidade melhorar o acesso ao Estádio Governador Magalhães Pinto, o Mineirão. Nos anos de 1970 o comércio começou a se estabelecer de maneira mais definida e a área residencial foi se expandindo.
A grande mudança, no que diz respeito às moradias, é mais recente e há pelo menos 10 anos vem se transformando.
As residências unifamiliares cederam e ainda cedem espaço aos prédios de 3 ou 4 andares, que se dispõem ao longo da Avenida Fleming e de ruas como Desembargador Paula Mota e Monteiro Lobato.
O bairro tem boa infraestrutura em termos de serviços e produtos, tais como street malls (shoppings de rua), hipermercados, supermercados, redes de fast food, drogarias, bancos, clínicas, padarias, colégios, clubes, bares, restaurantes, lojas de roupas, material elétrico, laboratórios, lojas de móveis e decoração, oficinas mecânicas e serviços diversificados.
A demanda por espaços, aliada às restrições naturais do lugar, ajudaram a aquecer o mercado, tornando a região um local cada vez mais disputado.
O bairro tem atraído estudantes e professores da UFMG, funcionários da Usiminas, Carrefour e vários atletas, pela proximidade com a Toca da Raposa II.
Quanto a áreas verdes, o bairro oferece o Parque Elias Michel Farah, localizado na Rua Desembargador Paula Mota, com 7.210 metros quadrados, sendo que 80% do espaço é ocupado por eucaliptos de grande porte e canteiros de forrações ornamentais. A fauna se restringe a aves, insetos, pequenos mamíferos e roedores. Além do espaço contemplativo, o lugar oferece playground e recantos com mesas e bancos.

## Trânsito
Com o crescimento imobiliário no bairro e por estar localizado em torno das principais vias de acesso a outros bairros como Castelo, Paquetá, Santa Terezinha, o trânsito de veículos aumentou consideravelmente, fazendo com que a BH Trans realizasse um amplo projeto de alterações nas vias.
Em 2010 foi implementada a primeira etapa do projeto de melhorias na Rua Conceição do Mato Dentro, principal via do bairro, com a colocação de semáforos e a mudança de sentido de circulação nas vias coletoras adjacentes.

### Principais vias
- Vias de acesso ao bairro: Avenida Presidente Carlos Luz, Avenida Tancredo Neves, Avenida Fleming.
- Vias internas: Rua Conceição do Mato Dentro, Rua Monteiro Lobato, Rua Sena Madureira.

## Infraestrutura
O bairro possui ótima infraestrutura comercial, contando no final de 2010 com quatro centros de compra, além de diversos estabelecimentos comerciais, com destaque para as confecções femininas, sapatarias, artigos para presente, farmácias, padarias e um grande número de bares, restaurantes e lanchonetes.
Em 2015 foi avaliado em um dos mais valorizados da Pampulha.

## Bairros vizinhos
- Bandeirantes, Castelo, Engenho Nogueira, Paquetá e São Luís.